# Michael Therkildsen
Hans Michael Therkildsen (3. november 1850 i Lystrup ved Horsens – 4. juni 1925 i København) var en dansk maler.

## Opvækst og debut som maler
Michael Therkildsen var søn af landmand Therkild Nielsen (1804-1883) og Karen født Hendriksen (1807-1874). Efter at have lært at tegne på den tekniske skole i Horsens, fortsatte han i perioden 1868-74 på Kunstakademiet i København og modtog en tid privat vejledning af Constantin Hansen. Han videreuddannede sig derefter på Kunstnernes Studieskole, hvor han blev vejledt af malerne Laurits Tuxen og Frans Schwartz.
På Charlottenborgudstillingen debuterede han 1875 med Et Bondehus, der 1876-78 efterfulgtes af forskellige folkelivsbilleder; i 1879 vakte han ikke ringe opmærksomhed, især ved genremaleriet 3 Piger, der tillige med to af hans andre arbejder blev købt af Kunstforeningen. I de følgende år udstillede Therkildsen flere værdifulde genrebilleder som En Husmandskone, der har Besøg af sin Naboerske og Et Ordskifte i Mejeriet, men kastede sig dog med stedse voksende forkærlighed over skildringen af dyrenes liv, i det han tillige udviklede sig til en meget dygtig landskabskunstner; til hans betydeligste arbejder høre adskillige af dem, hvori mennesker og dyr vises i forhold til hinanden i fri luft, således det flere gange reproducerede En ung Pige, som giver en Hest Brød (1880).

## Rejser
I 1880 begav Therkildsen sig ud på sin første større rejse og opholdt sig en tid i Paris, hvor han blev inspireret af franske billedkunst – blandt andet Constant Troyon. Han, der allerede tidligere havde lagt afgjorte koloristiske anlæg for dagen, udviklede der i væsentlig grad sin sans for malerisk helhed; hans foredrag blev livfuldere og bredere, og i formen vandt hans billeder efter opholdet i Frankrig betydelig i retning af fylde og glans.
I 1882, 1884 og følgende år var Therkildsen atter i udlandet, sidste gang i Frankrig og Italien med stipendium fra Akademiet. I oktober 1890 kom han første gang på et ganske kort besøg til Skagen, hvor Michael Ancher malede hans portræt til portrætfrisen i Brøndums spisesal. Der kendes ingen værker af Therkildsen med motiver fra byen.

## Priser og hæder
Han vandt tidligt Den Neuhausenske Præmie i 1877 for En Bissekræmmer søger at handle med en Bondekone.
I 1887 tilkendtes udstillingsmedaljen ham for det store Køerne vandes, og samme år blev for første gang et billede af ham – Kaade Heste – erhvervet til Statens Museum for Kunst, der foruden dette ejer fire af hans arbejder. Som særlig betydelige mellem disse kunne nævnes det store Paa Brakmarken (1883), Heste i Dyrehaven (1884) og En Hyrdedreng med sin Hjord (1901; Lolland-Falsters Stiftsmuseum). Navnlig de to sidste er karakteristiske prøver på Therkildsens produktion og vise ham som en så vel i henseende til formgivning som til malerisk teknik fuldt udviklet kunstner, der komponerer sikkert og smukt og ejer en ikke almindelig evne til at samle figurer og landskab til fælles harmonisk virkning. Også i udlandet havde Therkildsens arbejder vundet anerkendelse, ikke mindst på verdensudstillingen i Paris 1889, hvor han hædredes med sølvmedalje.
I 1916 blev han Ridder af Dannebrog.
Han er begravet på Vestre Kirkegård.